# 明特城 (密西西比州)
明特城（英語：Minter City）是位於美國密西西比州利福勒縣及塔拉哈奇縣的非建制地區。

## 地理
明特城所處的海拔為高於海平面42米（即138英呎），而該地所採用的時區為UTC-6，即北美中部時區（CST）。同時該地設有夏令時間，為UTC-6調快一小時，即UTC-5（CDT）。